# Pilea aenea
Pilea aenea är en nässelväxtart som beskrevs av Ellsworth Paine Killip. Pilea aenea ingår i släktet pileor, och familjen nässelväxter. Inga underarter finns listade i Catalogue of Life.